# Tropa de Elite - Gli squadroni della morte
Tropa de Elite - Gli squadroni della morte (Tropa de Elite) è un film brasiliano del 2007 diretto da José Padilha.
La pellicola racconta la storia di alcuni membri del BOPE, un celebre battaglione per le Operazioni Speciali della Polizia Militare dello Stato di Rio de Janeiro.
Al centro di numerose critiche, ancora prima di essere ufficialmente lanciato, essendo stato il primo film brasiliano a uscire sul mercato pirata e su internet mesi prima di arrivare nelle sale, il film si è aggiudicato l'Orso d'oro per il miglior film al Festival di Berlino del 2008. Il film muove ai consumatori di droga una critica dura e cruda, ritenendoli come i veri responsabili della crescita del traffico di droga e della violenza nelle favelas. La critica ha suscitato un grande dibattito in tutti i media brasiliani, soprattutto per le scene di torture praticate dalla polizia brasiliana che hanno generato diversi interrogativi nell'opinione pubblica, visto che gli stessi aguzzini erano nella realtà considerati degli eroi nella lotta contro il crimine. A prescindere dalle critiche molti brasiliani, forse anche grazie alla pellicola, hanno iniziato a rivalutare l'immagine del BOPE, da "squadrone della morte" a unità speciale in prima linea nella lotta alla criminalità organizzata ed alla corruzione che imperversano a Rio de Janeiro.

## Trama
Il film inizia con immagini di una festa, sponsorizzata da trafficanti di droga che controllano la favela "Babilonia" a Rio de Janeiro, nel 1997. Fuoricampo si sente la voce del Capitano del BOPE Roberto Nascimento (Wagner Moura), che sarà anche uno dei protagonisti della pellicola. Il capitano spiega che a Rio vi sono centinaia di favelas e che in maggioranza sono controllate da bande di narcotrafficanti; per proteggere i loro affari dalle organizzazioni criminali rivali e dalle forze dell'ordine i trafficanti hanno creato milizie paramilitari equipaggiate con armi da guerra, corrompono numerosi poliziotti e non hanno problemi ad uccidere brutalmente agenti o civili che cerchino di fermarli. I poliziotti onesti non hanno addestramento ed equipaggiamento adeguati per operare nelle favelas, vere e proprie zone di guerra, pertanto le forze dell'ordine hanno costituito unità speciali per operare nel contesto della guerriglia urbana e una di queste è il BOPE (che appartiene alla Policia Militar de Rio). Conosciuti con il soprannome di "caveira" (il teschio), perché quando intervengono i soldati del BOPE il sangue inizia a scorrere, ma il loro intervento è necessario per salvare le vite di agenti o civili caduti in imboscate dei criminali. Infatti nella favela Babilonia si scatena presto una sparatoria che mette fine ai festeggiamenti. Un gruppo di agenti, tra cui il corrotto Maggiore Oliveira (Marcelo Valle), e dei criminali si stanno incontrando e discutendo sul pagamento di una tangente, quando ad un certo punto due reclute,  André Matias (André Ramiro) e Neto Gouveia (Caio Junqueira), arrivano e si mettono a spiarli. Neto ha un fucile di precisione e poco prima che spari, il capitano del BOPE spiega che tutti i poliziotti sono chiamati a fare una scelta: arrendersi al crimine, farsi corrompere o dichiarare guerra ai trafficanti. Come Nascimento aveva fatto undici anni prima, anche i due giovani agenti hanno deciso di fare la guerra, infatti Neto spara contro un trafficante, uccidendolo e provocando una sparatoria. I criminali prendono di mira sia la pattuglia del Maggiore Oliveira sia Neto e Matias; sarebbero certamente stati tutti uccisi, se la squadra Alpha del BOPE, quella di Nascimiento, non fosse prontamente intervenuta, uccidendo alcuni criminali e salvando i colleghi.
La narrazione si sposta a sei mesi prima, mostrando Nascimento e sua moglie Rosane (Maria Ribeiro) durante la sua gravidanza del loro primo figlio Rafa. Comprendendo che non sarà possibile essere contemporaneamente padre e membro del BOPE, Nascimento prende la decisione di dimettersi, ma non prima di aver trovato un successore ideale al suo ruolo di capitano. Nel frattempo viene annunciato che Papa Giovanni Paolo II è in procinto di arrivare a Rio de Janeiro in visita pastorale, e che intende dormire nella residenza dell'Arcivescovo, proprio accanto alla favela di Morro dos Prazeres. Per questa ragione il BOPE dovrà effettuare nella stessa favela una vera e propria operazione di "pulizia". Nascimento è contrario a tutto questo, ma per ordini dei suoi superiori è obbligato a dare seguito al compito ricevuto.
Nel frattempo Neto e Matias sono diventati poliziotti. Sono onesti e cercano di evitare di rimanere coinvolti in episodi di corruzione che vede spesso protagonista le forze di polizia brasiliane, ma sono subito disillusi dai loro superiori corrotti. Amici di vecchia data, condividono un piccolo appartamento. Oltre a essere un poliziotto, Matias studia nella "migliore Università di Legge di Rio", come ci viene detto dal narratore Nascimento, dove i suoi compagni di corso sono ragazzini "giovani e viziati", che vedono la polizia come forza repressiva, e hanno l'abitudine di consumare marijuana e altre droghe. Matias si fa amici Roberta (Fernanda de Freitas), Edu (Paulo Viela) e Maria (Fernanda Machado). Tutti e tre lavorano in una ONG che si prende cura dei bambini delle favelas. Roberta è la fidanzata di Rodrigues, un politico che sponsorizza la ONG. Edu, inoltre, lavora per Baiano (Fábio Lago), il signore della droga locale, facendo da "cavallaro" per le sue consegne di marijuana nell'università, garantendo al contempo all'ONG la protezione di Baiano. Nessuno degli amici di Matias sa che lavora come poliziotto. Neto, invece, è stanco di lavorare all'officina della polizia, ma non riesce a ottenere un trasferimento in un altro dipartimento. In compagnia del suo superiore, il Capitano Fabio (Milhem Cortaz), comprende le logiche dietro all'imperante corruzione nella polizia.
Con l'intento di riparare più auto alla volta, Neto progetta di rubare i soldi delle mazzette che il capitano Oliveira raccoglie, chiedendo aiuto a Matias e Fabio. Fabio rifiuta, poiché pensa di non ottenerne un guadagno personale, e quindi Matias e Neto rubano le mazzette, venendo scoperti dal capitano, che tuttavia è convinto che i due stessero solo obbedendo agli ordini di Fabio, così progetta di mandarlo a morire in una favela. Matias e Neto comprendono i piani di Oliveira e corrono in difesa di Fabio: per salvarlo uccidono un narcotrafficante e da qui inizia lo scontro a fuoco tra polizia e narcotrafficanti con cui era iniziata la narrazione del film, in cui il BOPE è chiamato a risolvere la situazione. Impressionati dall'eroico intervento del BOPE, Matias, Neto e Fabio desiderano farne parte e si iscrivono al corso di addestramento. Matias, però, è stato fotografato dai giornalisti accanto al cadavere di un narcotrafficante, amico di Baiano, il quale minaccia Maria accusandola di aver portato un poliziotto nella favela, nonostante la ragazza sostenga di essere stata all'oscuro della professione del compagno.
Il corso di addestramento del BOPE è estremamente duro: i cadetti sono sottoposti a umiliazioni e prove durissime, per mettere alla prova la loro forza di volontà. Fabio si ritira proprio in questa parte del corso. La seconda parte del corso è più leggera, e ai cadetti vengono spiegate le varie tecniche di infiltrazione nella favela. Nascimento, poi, porta i cadetti in una favela per un addestramento sul campo. Al termine del corso Matias torna a studiare all'università, dove, pur venendo rifiutato da tutti i suoi amici, riesce comunque a ordinare a Edu di parlare con Romerito, un bambino della favela con problemi di vista, per regalargli un paio di occhiali. Edu, sotto l'effetto della cocaina, rivela a Baiano il piano di Matias, e il boss decide quindi di aspettare Matias ai piedi della favela e di ucciderlo. Tuttavia Matias chiamato per un colloquio di lavoro, per cui Neto si offre di andare al suo posto. Neto consegna gli occhiali a Romerito, ma viene attaccato e colpito dagli uomini di Baiano, che, vedendo lo stemma del BOPE tatuato sul braccio di Neto, ordina ai suoi uomini di portarlo immediatamente in ospedale, poiché uccidere un uomo del BOPE significa "segnare la propria condanna a morte". Più tardi, per vendicarsi dell'aver portato un uomo del BOPE nella favela, Baiano uccide gli innocenti Roberta e Rodrigues, lui bruciato vivo.
L'intervento medico si rivela vano, e Neto muore in ospedale. Maria chiede perdono a Matias, il quale rifiuta le scuse, perché a suo modo di vedere Maria, che consuma droga e scende a patti con i narcotrafficanti in modo da poter mantenere la sua ONG nella favela, è una parte del sistema che egli cerca di combattere. Al funerale di Neto Maria rivela a Matias, per farsi perdonare, che la fidanzata di Baiano potrebbe conoscere il nascondiglio di quest'ultimo; Matias promette a Maria che non faranno male alla ragazza, ma in realtà mente: i membri del BOPE, compreso Matias stesso, la torturano per farsi rivelare il nascondiglio. Dopo una serie di sparatorie, torture e inseguimenti, Baiano viene catturato e disarmato dal BOPE, con Nascimento che ordina a Matias di ucciderlo. Nell'ultima sequenza Baiano implora Matias di sparagli al petto, e non al volto, per "non rovinare la veglia", ma il ragazzo non ha alcuna pietà per l'assassino del suo amico fraterno, e il film si chiude con il rumore dello sparo.

## Produzione

Stemma del battaglione di Operazioni Speciali

Il cineasta José Padilha, dopo il successo del premiato Ônibus 174, voleva realizzare un altro documentario, basato sul best seller Elite da Tropa, libro dell'antropologo Luiz Eduardo Soares e degli ufficiali del BOPE André Batista e Rodrigo Pimental che raccontano storie vere della corporazione. Quando si rese conto che sarebbe stato impossibile trovare poliziotti che accettassero di parlare sinceramente sui fatti descritti nel libro, ha lasciato perdere la forma del documentario. Così è nato Tropa de Elite, una storia ispirata dal libro. Nella squadra di produzione, si è distinto Daniel Rezende, candidato all'Oscar per il montaggio di City of God, e Bráulio Mantovani, candidato all'Oscar per la sceneggiatura dello stesso film.
Grazie al grande successo di pubblico, venne prodotto un secondo film, Tropa de Elite 2 - Il nemico è un altro (Tropa de Elite 2: o Inimigo agora É Outro), uscito a ottobre 2010 in Brasile, mentre in Italia è stato distribuito in DVD tra la fine del 2011 e l'inizio del 2012.

### Cast
- Wagner Moura come capitano Roberto Nascimento.
- Caio Junqueira come allievo Neto Gouveira: un giovane idealista e impulsivo: ha deciso di entrare nella Polizia Militare, ma è deluso dal reparto dopo essere stato testimone del decadimento e della corruzione dei suoi colleghi. Provando a eliminare una rete di corrotti, Neto conosce il Capitano Roberto Nascimento e decide di entrare nel BOPE. Porta con sé il suo miglior amico, l'allievo André Matias. Visto come potenziale successore del capitano come caposquadra, si rivela però troppo impulsivo e sicuro di sé.
- André Ramiro come allievo André Matias: nero e di origine umile, è riuscito a malapena a essere promosso nel corso di Diritto della Pontificia Università Cattolica di Rio de Janeiro. Matias dimostra di essere uno studente diligente, però non concorda con tutto ciò che dicono i professori ed i compagni di corso, specialmente quando le opinioni vanno contro la sua esperienza di poliziotto. Idealista, pur conoscendo il degrado sociale e la corruzione tra la polizia, spera di cambiare il sistema dall'interno e vuole credere che una società più giusta sia possibile.

## Distribuzione
Il film fu oggetto di pirateria, mesi prima di essere lanciato, essendo stato venduto illegalmente in tutto il Brasile e distribuito liberamente su Internet, in siti come YouTube. Ironicamente, gran parte della pubblicità del film è derivata dalle indagini sulla pirateria. I responsabili furono trovati: tre impiegati del produttore di sottotitoli Drei Marc, che realizzava i sottotitoli in inglese per il lancio negli Stati Uniti, avevano iniziato una distribuzione illegale. Arrestati con tale accusa, i tre ammisero che le copie furono immesse sul mercato di proposito per pubblicizzare il film. L'indagine è partita da un'accusa di uno degli attori del film, Alexandre Mofatti, interprete del Capitano Carvalho. Secondo il regista José Padilha, la versione pirata non può essere considerata vera, perché non finita.
L'attore Caio Junqueira ha dichiarato che, pur convinto che la pirateria fosse un problema, si rendeva conto che è stato per merito dei pirati "che questo lavoro è arrivato al pubblico della TV". Una ricerca dell'Istituto Brasiliano di Opinione e Ricerca Ibope ha stimato che più di 11 milioni di brasiliani abbiano visto il film in forma illegale, senza comunque interferire con il suo successo al botteghino, dato che il film è giunto al primo posto nelle classifiche di incasso. Tropa de Elite ha raggiunto una delle migliori medie di spettatori per sala dell'anno, con più di 1.000 nella prima settimana, benché la distribuzione fosse limitata ai soli stati di Rio de Janeiro e San Paolo.

## Riconoscimenti
- 2008 - Festival di Berlino
  - Orso d'oro

## Seguito
Nel 2010 è stato realizzato un vero seguito del film, sotto il titolo di Tropa de Elite 2 - Il nemico è un altro (Tropa de Elite 2: o Inimigo agora É Outro).

### Seguiti apocrifi
Per le strade di Rio sono usciti poco dopo i film Tropa de Elite 2, Tropa de Elite 3 e Tropa de Elite 4, spacciati per seguiti del film. In realtà Tropa de Elite 2 è il documentario Notícias de uma Guerra Particular del cineasta João Moreira Salles, Tropa de Elite 3 è soltanto una raccolta di video di operazioni in favelas, e Tropa de Elite 4 è il film Quase Dois Irmãos di Lúcia Murat.